# Xã Bridges, Quận Ozark, Missouri
Xã Bridges (tiếng Anh: Bridges Township) là một xã thuộc quận Ozark, tiểu bang Missouri, Hoa Kỳ. Năm 2010, dân số của xã này là 968 người.